# Isonychus mutans
Isonychus mutans är en skalbaggsart som beskrevs av Frey 1970. Isonychus mutans ingår i släktet Isonychus och familjen Melolonthidae. Inga underarter finns listade i Catalogue of Life.